# Kardomia silvestris
Kardomia silvestris är en myrtenväxtart som först beskrevs av Anthony R. Bean, och fick sitt nu gällande namn av Peter G.Wilson. Kardomia silvestris ingår i släktet Kardomia och familjen myrtenväxter. Inga underarter finns listade i Catalogue of Life.